# Mary Agnes Chase
Mary Agnes Chase, född 29 april 1869 i Iroquois County, Illinois, död 24 september 1963 i Bethesda, Maryland, var en amerikansk botaniker som arbetade vid USA:s jordbruksdepartement och Smithsonian Institution. Trots att hon saknade högre utbildning gjorde hon betydande bidrag inom botaniken och gav ut över 70 vetenskapliga publikationer och ansågs vara en av världens främsta agrostologer. Hon är känd för sina studier om gräs och sitt arbete som suffragett. 
Auktorsnamnet Chase kan användas för Mary Agnes Chase i samband med ett vetenskapligt namn inom botaniken; se Wikipediaartiklar som länkar till auktorsnamnet.

## Utmärkelser
- 1956 – Certificate of Merit från Botanical Society of America.
- 1958 – Hedersdoktor vid University of Illinois.
- 1959 – Hedersledamot i Smithsonian Institution.
- 1961 – Ledamot i Linnean Society of London.